# Concerto per chitarra e orchestra n. 1 (Castelnuovo-Tedesco)
Il Concerto per chitarra e orchestra n.1 (op. 99) fu composto da Mario Castelnuovo-Tedesco fra il dicembre 1938 e il gennaio 1939. È uno dei concerti più famosi ed eseguiti nel repertorio di questo strumento, insieme ai concerti per chitarra di Joaquín Rodrigo. Si struttura in 3 movimenti, la tonalità è il Re maggiore.

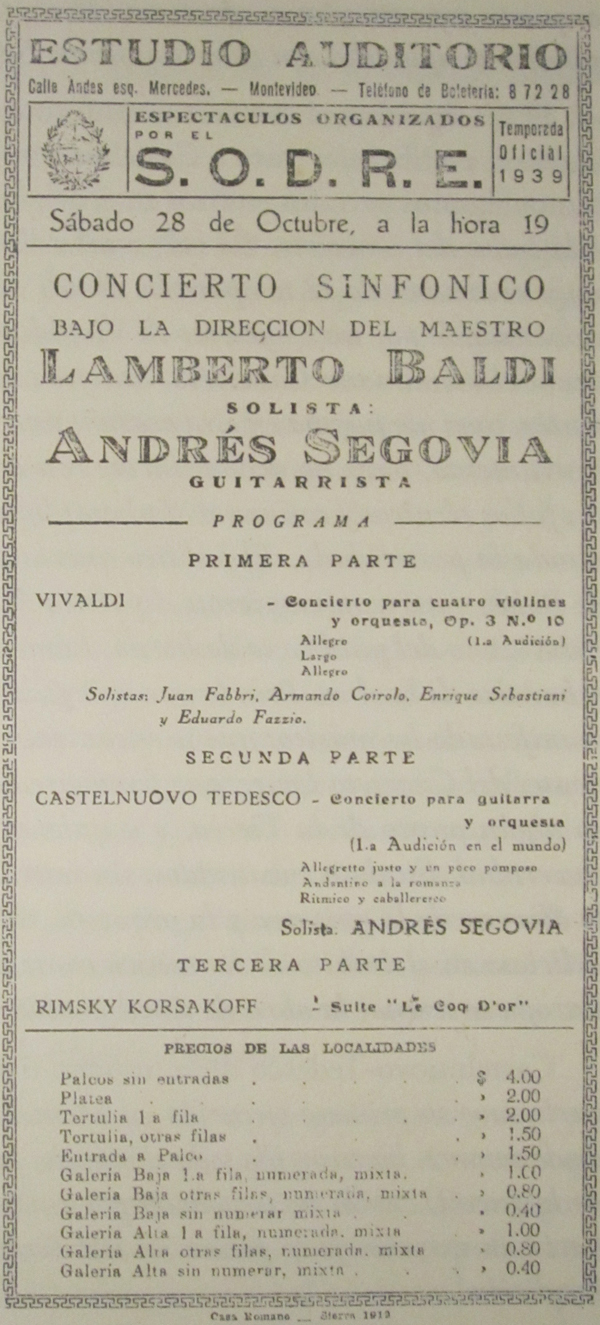
Locandina della prima mondiale a Montevideo (1939)

L'idea di affrontare la composizione del concerto venne da una richiesta del chitarrista Andrés Segovia, che in quegli anni - e già a partire danni anni '20 - era impegnato nell'opera di valorizzazione e rivalutazione della chitarra nell'ambito della musica classica; aspetto fondamentale di questo progetto era quello di arricchire notevolmente il repertorio musicale dello strumento con composizioni originali di grande spessore, e il fiorentino Castelnuovo-Tedesco fu uno dei maggiori contributori in questo senso. Fu questa la prima volta in cui egli si trovava ad affrontare il problema dell'affiancamento di un'orchestra ad una chitarra - strumento dalla portata sonora ben più modesta, ad esempio, di un pianoforte o di un violino. La difficoltà venne superata brillantemente, ottenendo un dialogo raffinato fra chitarra e orchestrazione che mai sovrasta il solista; in seguito scrisse anche un Concerto per chitarra n.2 (op. 160) e un Concerto per due chitarre (op. 201).
La prima esecuzione del concerto avvenne il 28 ottobre 1939 all'Auditorio de SODRE di Montevideo, con Andrés Segovia alla chitarra e la direzione di Lamberto Baldi. L'entusiasmo riscosso fu grandissimo, e l'esecuzione è tuttora testimoniata da una rara registrazione dell'epoca. Successivamente fu sempre Segovia a pubblicare la prima registrazione ufficiale dell'opera, con la New London Orchestra diretta da Alec Sherman; datata 1949, si tratta probabilmente della prima registrazione discografica di un concerto per chitarra, ma la qualità e la cura nell'acquisizione del suono appaiono sorprendenti.

## Discografia parziale
- Siegfried Behrend (chitarra), Berliner Philharmoniker - Castelnuovo-Tedesco: Concerto op. 99, Deutsche Grammophon DGG 139 166
- Eduardo Fernández (chitarra), English Chamber Orchestra - Rodrigo & Castelnuovo-Tedesco: Guitar Concertos, Decca 417 199-2
- Nicola Hall (chitarra), London Mozart Players - Paganini/Castelnuovo-Tedesco: Guitar Concertos, Decca 440 293-2
- Norbert Kraft (chitarra), Northern Chamber Orchestra - Rodrigo, Villa-Lobos, Castelnuovo-Tedesco: Guitar Concertos, Naxos 8.550729
- Vladimir Mikulka (chitarra), Orchestra Sinfonica di Radio Praga - Guitar and Orchestra, Panton 11 0608 G
- Pepe Romero (chitarra), Academy of St. Martin in the Fields - Villa-Lobos & Castelnuovo-Tedesco: Guitar Concertos, Philips 416 357-2
- Andrés Segovia (chitarra), New London Orchestra - Concerto per chitarra e orchestra, EMI CO 53-01021
- John Williams (chitarra), Philadelphia Orchestra - Rodrigo, Castelnuovo-Tedesco: Two Guitar Concertos, Columbia ML 6234
- Kazuhito Yamashita (chitarra), London Philharmonic Orchestra - Mario Castelnuovo-Tedesco: Concertos No. 1 & 2, Concerto for 2 Guitars, BMG RD 60355
- Narciso Yepes (chitarra), London Symphonic Orchestra - Chefs-d'œuvre de la guitare espagnole, Deutsche Grammophon 445 441-2